# Ataque de 2013 ao consulado dos Estados Unidos em Herate
O consulado dos EUA em Herat, no Afeganistão, foi atacado em 13 de setembro de 2013 por um grupo de militantes talibãs. Relatos indicavam que o assalto começou às 5h30 no portão da frente do consulado. Um grande caminhão dirigiu-se ao principal ponto de entrada de veículos do consulado e detonou uma enorme carga explosiva improvisada, causando grandes danos. Uma minivan carregando uma equipe de assalto armada com rifles de assalto e granadas lançadas por foguetes chegou e abriu fogo, movendo-se para o complexo do consulado. Então, o motorista da minivan acendeu uma bomba dentro da minivan, que explodiu pouco tempo depois. Oito membros afegãos da força de guarda do consulado e um policial afegão foram mortos. Um número desconhecido de transeuntes ficou ferido. Seguiu-se um tiroteio e todos os sete atacantes foram mortos. Nenhum americano foi morto ou gravemente ferido. O Departamento de Estado dos EUA concedeu Prêmios de Heroísmo a vários defensores do consulado. O Talibã assumiu o crédito pelo ataque em um comunicado enviado por e-mail. Em um comunicado à imprensa, as Nações Unidas condenaram o ataque "nos termos mais fortes".